# Jerry Before Seinfeld
Jerry Before Seinfeld es una película original de Netflix que sigue al comediante Jerry Seinfeld mientras regresa para una rutina de stand up en el club de comedia de la ciudad de Nueva York, Comic Strip Live, en el que comenzó su carrera. El álbum del especial fue nominado para un Premio Grammy 2018 al Mejor Álbum de Comedia . Este es su tercer especial.

## Recepción
La película tuvo una recepción bastante positiva, recibiendo una tasa de aprobación del 93% en Rotten Tomatoes . El consenso crítico del sitio dice: " Jerry Before Seinfeld encuentra a su estrella revisando su material más antiguo en el escenario de su ciudad natal, ofreciendo risas apropiadamente familiares, pero aún abundantes en el camino".

## Formatos
Además de la transmisión, el audio está disponible en un disco de doble vinilo lanzado el 29 de septiembre de 2017.